# Prononciation de l'occitan
 (juillet 2023).
Si vous disposez d'ouvrages ou d'articles de référence ou si vous connaissez des sites web de qualité traitant du thème abordé ici, merci de compléter l'article en donnant les références utiles à sa vérifiabilité et en les liant à la section « Notes et références ».
Pour connaître la liste des lettres de l'occitan, voir : alphabet occitan.
La prononciation de l'occitan, en norme classique occitane, est faite selon des règles de lecture constantes et régulières, avec bien peu d'exceptions[réf. nécessaire]. Pour des raisons de clarté pédagogique et d'économie, cet article présente les règles de prononciation les plus générales, en fonction des modalités régionales les plus répandues de l'occitan, sans tenir compte de toutes les nuances locales. Dans le tableau, la prononciation par défaut, située dans la colonne centrale, est celle du languedocien, laquelle est aussi la prononciation de la plupart des autres dialectes[réf. nécessaire] ; la prononciation régionale différenciée est indiquée dans la colonne de droite seulement lorsqu'elle est différente de celle du languedocien.
- Note - Pour le vivaro-alpin, on indique ici surtout les tendances phonétiques du vivaro-alpin de l'est (alpin), le vivaro-alpin de l'ouest (vivaro-dauphinois) ayant pour sa part une prononciation assez similaire à celle de l'auvergnat.

## Le principe des graphies englobantes
L'orthographe de l'occitan (dans la norme classique) a des règles de prononciation variables selon les dialectes. Un des principes est de privilégier les "graphies englobantes" ou "graphies support" : une même manière d'écrire accepte des règles de prononciation selon les dialectes. Ce principe s'insère dans le principe plus général de la "diasystémacité", c'est-à-dire, que l'on met en valeur les correspondances régulières entre les différents dialectes, lesquels sont unis dans le même diasystème (le système des correspondances interdialectales qui font la cohésion de la langue occitane).

## Voyelles
| Graphème                                                                 | Prononciation en Languedocien                                                                           | Prononciation régionale différenciée |
| ------------------------------------------------------------------------ | --- | --- |
| a en général                                                             | [a] | auvergnat et limousin : - [a] si elle est tonique - [ɒ] si elle est avant l'accent tonique parlers du centre de l'occitanie : [ɔ] si elle est avant l'accent tonique |
| -a final, atone                                                          | [ɔ] (-a presque muet qui produit un son intermédiaire entre -e et -o, et qui ressemble au -o de "sort") | À ne pas confondre avec la prononciation [-a] de l'espagnol. Un exemple avec des titres de chanson emblématiques dans la partie gasconne ou béarnaise de l'espace occitan : "L'encantada, L'immortèla, La honhada" = "L'encatade, L'immourtèle, La hougnade" (toujours avec ce son de finale atone, intermédiaire entre -e et -o ; on prononcera plus franchement -o en Bigorre). Cependant, en niçois et vivaro-alpin : [a] (aussi vers Nîmes, Montpellier, Sète et le sud de l'Auvergne). En provençal maritime, le a final est muet s'il est précédé d'un i ; -ia se prononçant [i]. A l'oral, le -a final atone ne se prononce quasiment pas comme le -e français [ə], ce qui donne "Montanha" = "mountagne". Il tend à se prononcer en [ɔ] ou [a] dans les dialectes qui ont conservé la prononciation du -s du pluriel. Dans les dialectes provençaux on entend essentiellement la prononciation du [ɔ] et du [a] pour le -a final dans les chansons où les lettres finales sont souvent appuyées comme pour le -e français (ex : Montagne peut donner en chanson française "Montagneu"). |
| -as final, terminaison atone                                             | [ɔs] | - provençal : [ɔ] ([ɔs/es] dans les verbes à la 2e personne du singulier) - niçois : [a] ([as/es] dans les verbes à la 2e personne du singulier) - vivaro-alpin : [as] - auvergnat : [a] - limousin : [aː] |
| -an final, terminaison tonique                                           | [a] ([an] dans certains mots internationaux)                                                            | - provençal, niçois, vivaro-alpin : [aⁿ] - limousin et auvergnat : [ɔ] ([aⁿ] dans certains mots internationaux). Cette prononciation se retrouve aussi dans les parlers languedociens et vivaro-alpins du Massif central. |
| -an final, terminaison atone dans les verbes à la 3e personne du pluriel | [ɔn] | - provençal, niçois, vivaro-alpin, auvergnat, limousin : [ɔⁿ] - Note - À côté de la prononciation de référence [ɔn], [ɔⁿ], on peut aussi entendre [un], [uⁿ] dans plusieurs parlers. |
| à                                                                        | [a] | |
| á                                                                        | [ɔ] | - provençal et niçois : [e] - languedocien oriental : [ɛ] |
| ai                                                                       | [aj] | provençal, vivaro-alpin, auvergnat, limousin : - [aj] si elle est tonique - [ej] si elle est atone |
| au                                                                       | [aw] | provençal, vivaro-alpin, auvergnat, limousin : - [aw] si elle est tonique - [ɔw] si elle est atone |
| è                                                                        | [ɛ] | - auvergnat : [e] - limousin : [e], mais aucune distinction n'est faite entre [e] et [ɛ]. |
| e, é                                                                     | [e] | - auvergnat : [ə]/[ɪ] - limousin : [e], mais aucune distinction n'est faite entre [e] et [ɛ]. - Provençal : [a], pour un e avant rr ou d'un r suivi d'une consonne. Le e se prononce [y] (d'Arles à Marseille) avant un b, p, f, v ,m. Le e suivi d'un lh ou nh se prononce fréquemment en [i]. |
| i                                                                        | * [i] * [j] après une voyelle * [i] ou [j] avant une voyelle                                            | |
| í                                                                        | [i] | |
| -ion final                                                               | [ju] | - provençal : [juⁿ (jeⁿ)] - niçois, vivaro-alpin : [juⁿ] - limousin : [ju (i)] |
| ò                                                                        | [ɔ] (jamais comme le -o français)                                                                       | niçois : [wa] en général, mais [ɔ] dans certains mots (aussi [wɔ, ɔ] dans certains parlers provençaux, languedociens, vivaro-alpins et auvergnat) |
| ó                                                                        | [u] | |
| o                                                                        | * [u] * [u] ou [w] devant une voyelle                                                                   | |
| oi, ói                                                                   | [uj] | - limousin : [wej] - provençal : on rencontre la forme òi se prononce [oj] |
| oï, oí                                                                   | [ui] ou [wi]                                                                                            | |
| u                                                                        | * [y] * [w] après une voyelle * [y] ou [ɥ] devant une voyelle                                           | Dans certains parlers de la côte méditerranéenne, u passe de [y] à [œ]. En Provence, cela concerne le sous-dialecte rhodanien du provençal. |
| uè, ue                                                                   | [ɥɛ] | - gascon : [we] - limousin : [œ] - auvergnat : [œ] - vivaro-alpin, niçois, provençal : [ɥe] |
| uò                                                                       | [jɔ (ɥɔ)]                                                                                               | |

### Voyelle +sen limousin et en auvergnat
- En limousin, un s en fin de syllabe est souvent muet, mais prend la prononciation de la voyelle précédente : 
  - as, às, ás [aː]
  - es, és [ej]
  - és [e] en fin de mot
  - is, ís [iː]
  - òs [ɔː]
  - os, ós [uː]
  - us, ús [yː]
  - s se prononce toujours dans les mots internationaux.

- En auvergnat, un s  en fin de syllabe est souvent muet, mais n'apporte pas la voyelle précédente.
  - as, às, ás [a]
  - es, és [ɪj]
  - és [e] en fin de mot
  - is, ís [i]
  - òs [ɔ]
  - os, ós [u]
  - us, ús [y]
  - Par contre s se prononce devant c/qu, p, t, ch (au moins en sud-auvergnat).
  - s se prononce toujours dans les mots internationaux.

## Consonnes
| Graphème                         | Prononciation en languedocien                                                                                           | Prononciation régionale différenciée |
| -------------------------------- | --- | --- |
| b                                | [b] ([β] entre deux voyelles ou au contact de [ɾ], [l] et [z])                                                          | - provençal, niçois, vivaro-alpin, limousin, auvergnat : [b] |
| -b final                         | [p] | provençal, auvergnat, limousin : muet (rarement : [p] dans les mots internationaux) |
| bt                               | [tt] | - limousin, auvergnat, provençal, niçois, vivaro-alpin : [t] |
| c                                | * [k] * [s] devant e, i                                                                                                 | - auvergnat : - [k] - [kj] devant u - [s] devant e - [ʃ] devant i |
| -c final                         | [k] | provençal, auvergnat, limousin : muet (rarement : [k] dans les mots internationaux) |
| ç                                | [s] devant a, o, u | - auvergnat : - [s] devant a, o - [ʃ] devant u |
| -ç final                         | [s] | - auvergnat, limousin : muet (rarement : [s] dans les mots internationaux) - provençal : [s] (mais muet après une diphtongue ou un -r (ex: Març)) |
| cc placés devant e, i            | [t͡s] | - gascon : [ks (ts)] - limousin, vivaro-alpin, niçois, provençal : [ks (s)] - auvergnat : - [ks] devant e - [kʃ] devant i |
| ch                               | [t͡ʃ] | - limousin : [t͡s] (tombé dans certains parlers languedociens, vivaro-alpins et provençaux) - auvergnat : - [t͡s] - [t͡ʃ] devant i, u |
| -ch final                        | [t͡ʃ] | - auvergnat, limousin : muet (rarement : [t͡s] dans les mots internationaux) - provençal : muet (rarement : [t͡ʃ] dans les mots internationaux) |
| d                                | [d] ([ð] entre deux voyelles ou au contact de [ɾ], [l] et [z])                                                          | - provençal, niçois, vivaro-alpin, limousin : [d] - auvergnat : - [d] - [dj] devant i, u |
| -d final                         | [t] | - provençal, auvergnat, limousin : muet (rarement : [t] dans les mots internationaux) |
| dd                               | [dd] | provençal, niçois, vivaro-alpin, auvergnat, Limousin : [d] |
| f                                | [f] | |
| g                                | * [g] ([ɣ] entre deux voyelles ou au contact de [ɾ], [l] et [z]) * [d͡ʒ] devant e, i                                     | - gascon : - [g] ([ɣ] entre deux voyelles ou au contact de [ɾ], [l] et [z]) - [ʒ] devant e, i - provençal, niçois, vivaro-alpin : - [g] - [d͡ʒ] devant e, i - limousin : - [g] - [d͡z] devant e, i (tombé dans certains parlers languedociens, vivaro-alpins et provençaux) - auvergnat : - [g] - [gj] devant u - [d͡z] devant e - [d͡ʒ] devant i |
| -g final                         | * [k] * [t͡ʃ] dans certains mots                                                                                         | - limousin, auvergnat, provençal : muet |
| gd                               | [t] | - gascon, limousin, auvergnat, provençal, niçois, vivaro-alpin : [d] |
| gu devant e, i                   | [g] ([ɣ] entre deux voyelles ou au contact de [ɾ], [l] et [z])                                                          | - provençal, niçois, vivaro-alpin, limousin : [g] - auvergnat : - [g] devant e - [gj] devant i |
| h                                | muet | - gascon : [h] |
| j                                | [d͡ʒ] | - gascon : [ʒ] - limousin : [d͡z] (tombé dans certains parlers languedociens, vivaro-alpins et provençaux) - auvergnat : - [d͡z] - [d͡ʒ] devant i, u |
| k                                | [k] | - auvergnat : - [k] - [kj] devant i, u |
| l                                | [l] | - auvergnat : - [l] - [lj] devant i, u |
| -l final                         | [l] | - provençal : vocalisation en [w] (fil > fiu, mèl > mèu, sal > sau) - Dans la majeure partie des dialectes, le -l final est muet dans un mot paroxyton. |
| ll                               | [ll] | provençal, niçois, vivaro-alpin, auvergnat, limousin : [l] |
| lh                               | [ʎ] | provençal : [j] |
| -lh final                        | [l] | - provençal : vocalisation fréquente mais non systématique en [w] (solelh > soleu) - niçois, auvergnat, limousin : [j] |
| m                                | * [m] en général * [m] devant p, b, m * [n] devant une consonne excepté p, b, m                                         | - gascon : - [m] en général - [n] devant une consonne autre que b, m, n, p, s - limousin, auvergnat, vivaro-alpin, niçois, provençal - [m] en général - [ⁿ] devant une consonne (semi-nasalisation de la voyelle précédente) |
| -m final                         | [n] | - limousin, auvergnat, provençal, niçois : [ⁿ] (semi-nasalisation de la voyelle précédente) - vivaro-alpin : - [m] - [ⁿ] aux verbes de la 1e personne du pluriel (semi-nasalisation de la voyelle précédente) - gascon : [m] |
| mm                               | [mm] | provençal, niçois, vivaro-alpin, auvergnat, limousin : [m] |
| n                                | * [n] * [m] devant p, b, m * [ŋ] devant c/qu, g/gu * [ɱ] devant f                                                       | - provençal, niçois, vivaro-alpin, limousin : - [n] - [ⁿ] devant une consonne (semi-nasalisation de la voyelle précédente) - auvergnat : - [n] - [nj] devant i, u - [ⁿ] devant une consonne (semi-nasalisation de la voyelle précédente) |
| -n final                         | muet en général ([n] dans certains mots)                                                                                | - auvergnat, limousin : muet en général ([ⁿ] dans certains mots : semi-nasalisation de la voyelle précédente) - provençal, niçois, vivaro-alpin : [ⁿ] (semi-nasalisation de la voyelle précédente) |
| nn                               | [nn] | provençal, niçois, vivaro-alpin, auvergnat, limousin : [n] |
| -nd final -nt final              | [n] | - limousin, auvergnat, provençal : [ⁿ] (semi-nasalisation de la voyelle précédente) - niçois : [ⁿt, ⁿ] - vivaro-alpin : [ⁿt] |
| nh, gn                           | [ɲ] | |
| -nh final                        | [n] | - limousin, auvergnat, provençal, niçois : [ⁿ] (semi-nasalisation de la voyelle précédente) - gascon, vivaro-alpin : [ɲ] |
| p                                | [p] | - auvergnat : - [p] - [pj] devant i, u |
| -p final                         | [p] | - provençal, auvergnat, limousin : muet (rarement : [p] dans les mots internationaux) - niçois : - [p] en général - [w] dans les trois mots còp, tròp, cap = [ˈtʀɔw, ˈkɔw, ˈkaw] qui peut aussi s'écrire tròup, còup, caup (le cap, "la côte maritime", se prononce [ˈkaw] mais le cap, "la tête", se prononce [ˈkap]) |
| qu                               | [k] | - auvergnat : - [k] - [kj] devant i, u |
| r                                | * [ɾ] apicale brève (battue) * [r] apicale longue (roulée) au début d'un mot * [r] apicale longue (roulée) après "n, l" | - provençal, niçois : - [ʀ] uvulaire en général - [ɾ] apicale brève (battue) entre deux voyelles - vivaro-alpin, auvergnat, limousin : [ɾ] apicale brève (battue) ou aussi, éventuellement, [ʀ] uvulaire |
| rr entre deux voyelles           | [r] apicale longue (roulée)                                                                                             | - provençal, niçois : [ʀ] uvulaire - vivaro-alpin, auvergnat, limousin : [ɾ] apicale brève ou aussi, éventuellement, [ʀ] uvulaire |
| -r final                         | muet en général ([ɾ] dans certains mots)                                                                                | - limousin : - [ɾ] - muet dans les verbes à l'infinitif se finissant en -ar [a], -ir [i], -er [ej] - muet dans les terminaisons -ier, -er. - muet après une diphtongue - auvergnat : - [ɾ] - muet dans les verbes à l'infinitif se finissant en -ar [a], -ir [i], -er [ɪj] - muet dans les terminaisons -èir, -er, -dor. - muet après une diphtongue - provençal, niçois : - [ʀ] - muet dans les verbes à l'infinitif se finissant en -ar [a], -ir [i], -er [e] - muet dans les terminaisons -ier, -er, -dor. - muet après une diphtongue - vivaro-alpin : [ɾ]; se prononce toujours dans les terminaisons, même les verbes à l'infinitif |
| -rm final                        | [ɾ] | - provençal, niçois : [ʀ] - vivaro-alpin : [ɾm] |
| -rn final                        | [ɾ] | - provençal : [ʀ] - niçois : [ʀp] - vivaro-alpin : [ɾn] |
| s                                | * [s] * [z] entre deux voyelles                                                                                         | - auvergnat : - [s] - [ʃ] devant i, u - [z] entre deux voyelles - [ʒ] entre deux voyelles, devant i, u |
| -s final                         | * [s] * muet dans quelques mots comme pas, pus, res, dins placés devant une consonne                                    | * gascon : [s] - auvergnat, limousin : - muet en général ([s] dans les mots internationaux) - même muet, il peut influencer la prononciation de la voyelle précédente, voir plus haut la section "Voyelle + s en limousin et en auvergnat". - provençal, niçois : - [s] - muet après une diphtongue - muet dans certains mots comme pas, pus, ges, dins - muet dans les pluriels se finissant par -s - Cependant, -s muet est prononcé de nouveau [z] devant un mot qui commence par une voyelle |
| ss entre deux voyelles           | [s] | - auvergnat : - [s] - [ʃ] devant i, u |
| sh                               | [ʃ] | En gascon, le i est muet entre une voyelle et sh: peish [ˈpeʃ] |
| t                                | [t] | - auvergnat : - [t] - [tj] devant i, u |
| -t final                         | [t] * muet dans les adverbes en -ment * muet dans les participes présents                                               | - provençal, auvergnat, limousin : muet (rarement : [t] dans les mots internationaux) - vivaro-alpin : - [t] - muet dans certains mots, en particulier les participes passés terminant par une voyelle + -t |
| tg devant e, i tj devant a, o, u | [t͡ʃ] | - gascon, provençal, niçois, vivaro-alpin : [d͡ʒ] - limousin : [d͡z] (tombé dans certains parlers languedociens, vivaro-alpins et provençaux) - auvergnat : - [d͡z] - [d͡ʒ] devant i, u |
| tl                               | [ll] | - limousin, auvergnat : [ⁿl] - provençal, niçois, vivaro-alpin : [l] |
| tm                               | [mm] | - limousin, auvergnat : [ⁿm] - provençal, niçois, vivaro-alpin : [m] |
| tn                               | [nn] | - limousin, auvergnat : [ⁿn] - provençal, niçois, vivaro-alpin : [n] |
| tz entre deux voyelles           | [t͡s] | - gascon, limousin, auvergnat, provençal : [d͡z] - vivaro-alpin, niçois : [z] |
| -tz final                        | [t͡s] | - provençal, niçois, vivaro-alpin : [s] - auvergnat, limousin : muet |
| v                                | [b] ([β] entre deux voyelles ou au contact de [ɾ], [l] et [z])                                                          | - provençal, niçois, vivaro-alpin, limousin, auvergnat : [v] - gascon : [w] entre deux voyelles |
| w                                | [w], [b (β)] selon les mots                                                                                             | - provençal, niçois, vivaro-alpin, auvergnat, limousin : [w], [v] selon les mots |
| x                                | * [t͡s] * [s] devant une consonne                                                                                        | - gascon : - [ks (ts)] - [gz (dz)] dans le préfixe ex- devant une voyelle - [s] devant une consonne - limousin, vivaro-alpin, niçois, provençal : - [ks (s)] - [gz (z)] dans le préfixe ex- devant une voyelle - [s] devant une consonne - auvergnat : - [ks] - [kʃ] devant i, u - [gz] dans le préfixe ex- devant une voyelle - [gʒ] dans le préfixe ex- devant i, u - [s] devant une consonne |
| y                                | [i], [j] selon les mots                                                                                                 | |
| z                                | [z] | - auvergnat : - [z] - [ʒ] devant i, u |
| -z final                         | [s] | |

### Particularités languedociennes
Il faut aussi garder à l'esprit que pour le languedocien :
- Les séquences [ps], [cs] et [bs] deviennent [t͡s] : los còps [lus ˈkɔt͡s], los baobabs [luz βauˈβat͡s], la sinòpsi [la siˈnɔt͡si], los amics [luz aˈmit͡s].
- Il y a souvent une assimilation dans un groupe de deux consonnes : la première consonne prend le son de la seconde : captar [katˈta], acte [ˈatte], subjècte [sydˈdʒɛtte], fotbòl [fubˈbɔl].

## Quelques exceptions
Les mots à la prononciation irrégulière sont peu nombreux.
- Amb (emb, dab) est une graphie unifiée qui dissimule une prononciation assez diverse selon les parlers :
  - Languedocien: amb [amb] devant une voyelle, [am] devant p, b, m, [an] devant les autres consonnes (prononciations plus locales : [ambe, ame, abe, ɔmb, ɔn, ɔmbe, ɔnd, ɔnde...]).
  - Provençal: amb [am] devant une voyelle, [ame] devant une consonne (prononciations plus locales : [em, eme, me...])
  - Niçois: emb [emb] devant une voyelle, [embe] devant une consonne (prononciations plus locales : [em, eme, me...])
  - vivaro-alpin: amb [amb] devant une voyelle, [ambe] devant une consonne (prononciations plus locales : [ɔw, abu, bu...])
  - Auvergnat: amb [ɒmb] devant une voyelle, [ɒⁿ] devant une consonne (prononciations plus locales : [bej...])
  - Limousin: emb (rarement amb) [emb (ɒmb)] devant une voyelle, [eⁿ (ɒⁿ)] devant une consonne
  - Gascon: dab [dap] (prononciations plus locales : [tamb, damb...])
- Paur ("peur") se prononce en général ['pɔw]. Cependant il peut être prononcé ['paw] en auvergnat et en niçois.
- Il y a benlèu et bensai ("peut-être") (gascon bensè) qui ont le n de l'élément ben- qui n'est pas prononcé.
- Il y a tanben et tanplan qui ont les deux n qui ne sont pas prononcés en general. Malgré tout, ils se prononcent en provençal, niçois et vivaro-alpin.

## Signes diacritiques
Quelques signes diacritiques servent à modifier ou préciser la prononciation des lettres de l'alphabet occitan.
- L'accent grave (_`) peut se trouver sur à, è, ò. Dans certaines conditions, il indique que la voyelle porte l'accent tonique et qu'elle a un son ouvert: 
  - à [a]
  - è [ɛ] (en auvergnat [e])
  - ò [ɔ] (en provençal [ɔ, wa, wɔ, we] et niçois [wa, wɔ] (on retrouvera généralement le son "ɔ" dans le rhodanien, le "we" dans le pays marseillais et aixois, le "wɔ" à Nice et dans les Alpes jusqu'à Dignes, et enfin le "wa" dans le Var, le Dauphiné et de plus en plus à Nice).

- L'accent aigu (_´) peut se trouver sur á, é, ó, í, ú. Dans certaines conditions, il indique que la voyelle porte l'accent tonique et qu'elle a un son fermé : 
  - á [ɔ] (en provençal et niçois [e])
  - é [e] (en auvergnat [ə/ɪ])
  - ó [u]
  - í [i]
  - ú [y].

- Le tréma (¨) peut se trouver sur ï, ü.
  - Il indique que ces lettres forment une syllabe différente  de celle de la voyelle précédente (un hiatus). Par exemple aü [a.y] fait deux syllabes distinctes (un hiatus), alors que au [aw] fait une seule syllabe (une diphtongue). Exemples: aï (arcaïc, païsatge), eï (Preïstòria), iï (en niçois diïi pour disiái), oï (Soïssa, oïstití), aü (aürós, ataüc), eü (reünir), oü (groüm).
    - Note 1 - L'accent graphique, mis après une voyelle, indique qu'il y a un hiatus et aussi qu'il y a un accent tonique irrégulier: país (mais païses, païsatge), Loís (mais Loïsa, Loïson), soís (mais soïssa, Soïssa), et en niçois aí (= òc).
    - Note 2 - La séquence oï/oí se lit comme hiatus [u.i] mais peuvent aussi se lire comme diphtongue [wi]: Loís, Loïsa, Loïson, soís, soïssa, Soïssa. C'est différent de la séquence oi/ói qui se lit [uj]: conoissi, conóisser; en gascon batoi, digoi.
    - Note 3 - Le conseil de la langue occitane a abandonné le tréma sur ë en 1997: poesia, coerent (au lieu de poësia*, coërent*).

  - Le tréma est aussi utilisé, facultativement, pour indiquer que dans les groupes gü [gw] et qü [kw] il faut prononcer le ü: lingüistica, igüana, bilingüe bilingüa, eqüacion, aqüifèr, ubiqüitat. Le tréma étant facultatif, cela peut aussi s'écrire linguistica, iguana, bilingue bilingua, equacion, aquifèr, ubiquitat. Dans la pratique courante du gascon, les mots très usuels s'écrivent sans le tréma: guardar, quan, quate (éventuellement güardar, qüan, qüate).

- On peut trouver une lettre modifiée comme en français, le c cédille (ç). Cette lettre indique qu'elle est prononcée [s] devant a, o, u et en fin de mot: balançar, çò, dançum, brèç. Sans la cédille, la lettre c se prononce [k] dans ces positions. La cédille, en position finale, ne se prononce que sporadiquement. Elle a remplacé en écriture classique des écrits plus proche de l'écriture moyenâgeuse. Par exemple, Laurens, Mars, Bras ont été standardisé en classique Laurenç, Març, Braç alors que dans l'ancien occitan on les écrivait Laurens, Marts, Bratz. Pour Laurens, le choix du -ç tient de la prononciation du -ti latin même si l'écrire Laurens était plus que suffisant. La situation est la même pour Mars qui provient de Martius et que l'on aurait pu écrire Marts lui donnant la même prononciation que Març tout en étant proche de l'écriture d'origine. Pour Bras, le choix vient du -c latin (brachium), même si l'écriture aurait pu être celle de l'écriture moyenâgeuse (bratz) plutôt qu'une invention savante se basant sur l'étymologie latine.
- Le point médian (·) peut se trouver entre les consonnes suivantes : n·h et s·h. Il s'utilise en gascon. Il indique que les lettres séparées par le point médian sont prononcées distinctement: 
  - n·h [n]+[h] se différencie de nh [ɲ] Par exemple : le mot gascon in·hèrn (dans les autres variétés d'occitan: infèrn).
  - s·h [s]+[h] se différencie de sh [ʃ]. Par exemple : le mot gascon des·har (dans les autres variétés d'occitan: desfar).

Il faut noter que les diacritiques sont obligatoires aussi bien sur les majuscules que sur les minuscules. Cette règle aide à la précision de la lecture: Índia, Àustria, Sant Çubran, FÒRÇA, SOÏSSA, IN·HÈRN (et non pas India*, Austria*, Sant Cubran*, FORCA*, SOISSA*, INHERN*).

## Règles d'accentuation
En occitan, l'accent tonique peut se trouver:
- sur la dernière syllabe: mots oxytons.
- sur l'avant-dernière syllabe: mots paroxytons.
- sur l'avant-avant-dernière syllabe: mots proparoxytons : cela n'est possible qu'en niçois et en cisalpin.

Dans certains cas, l'accent tonique (prononcé) est indiqué avec un accent graphique (écrit).
- a. L’accent tonique tombe sur la dernière syllabe dans les mots qui finissent:
  - par une consonne: revelh, occitan, magnific.
  - par une diphtongue (voyelle + -u ou voyelle + -i): progressiu, verai.

- b. L’accent tonique tombe sur l’avant-dernière syllabe dans les mots qui finissent:
  - par une voyelle ou par une voyelle + -s: aiga, aigas, libre, libres, analisi, analisis, quilo, quilos, Osiris, virus.
  - par une voyelle + -n du pluriel (aux verbes à la troisième personne du pluriel): parlan, dison, gascon disen.
  - pour le pluriel provençal en -ei, -eis: aquelei, aqueleis.

- c. Aussi, l’accent tonique tombe sur l’avant-dernière syllabe dans les mots qui finissent par deux voyelles, quand elles forment deux syllabes différentes (l’accent tonique sur l'avant-dernière voyelle): Tanzania (accent tonique sur le i), filosofia (accent tonique sur le i), energia (accent tonique sur le i), assidua (accent tonique sur le u), estatua (accent tonique sur le u), avoï (avoe, avoo) (accent tonique sur l'avant-dernier o).

- d. Dans certains mots qui suivent les règles précédentes, les voyelles toniques ouvertes è i ò s'écrivent avec un accent grave afin de les distinguer des voyelles fermées e et o: tèsta ~ cresta; còrsa ~ corsa.
  - Note — Dans ce cas, le limousin ne distingue pas le è et le e en général: testa, cresta.

- e. L'accentuation irrégulière — Les mots qui ne respectent pas les règles (a), (b) et (c) ont leur accent tonique à un endroit irrégulier. Donc l’accent tonique y est indiqué systématiquement avec un accent graphique. Les voyelles toniques ouvertes doivent porter un accent grave (è, ò, à) et les voyelles fermées un accent aigu (é, ó, á, í, ú).
  - Mots irréguliers, terminés par une voyelle ou une voyelle + -s: parlarà, parlaràs, teniá, teniás, cafè, cafès, casinò, casinòs, perqué, aquí, aquò, cangoró, precís.
  - Mots irréguliers, terminés par une consonne: crèdit, cóser, ténher, èsser, Fèlix, àngel, títol, cònsol.
  - Mots irréguliers, verbes terminés par -n de la 3e personne du pluriel: parlaràn, parlarián, gascon parlarén, gascon vengón.
  - Mots irréguliers, terminés par deux voyelles, avec l'accent tonique avant: comèdia, gràcia, tendéncia, Varsòvia, lópia.
  - Selon le même principe, en niçois et en cisalpin, les mots accentués sur l'avant-avant-dernière syllabe (proparoxytons) reçoivent toujours un accent graphique : pàgina, ànima, síngaro, Mónegue.

## Évolution de la phonétique latine à la phonétique occitane
L'occitan en général a subi, avec le reste des langues romanes, de grandes mutations phonétiques qui l'ont distingué du reste des langues venant du latin et du latin lui-même. Les traits les plus significatifs de ces mutations vocaliques et consonantiques sont les suivants:

### Vocalisme
- O fermé tonique du latin vulgaire (venant du U bref ou du O long du latin classique) n'est pas diphtongué mais se ferme en [u] (DOLORE, FLORE, PASTORE> occ. dolor [dulur], flor, pastor; cat. dolor, flor, pastor; fr. douleur, fleur, pasteur; esp. dolor, flor, pastor; it. dolore, fiore, pastore).

- U fermé du latin vulgaire venant du U du latin classique est palatalisé en [y] (voyelle fermée antérieure arrondie) (MATURU, TUU> occ. madur, tu).
- O atone se ferme en [u] (PORTALE> occ. portal[purtal], dolor; cat. portal[portal]/[purtal], dolor [duló], [doló], [dolor]; fr. portail; esp.portal).
- Maintien du A latin tonique (CAPRA, PRATU> occ. cabra, prat; cat. cabra, prat; fr. chevre, pré; esp. cabra, prado; it. capra, prato).
- Maintien de AU (CAULIS, PAUCU> occ. caul, pauc; cat. col, poc; fr. chou, peu; esp. col, poco; it. cavolo, poco).
- Diphtongaison de E, O précédés de /j/, /w/, son palatal ou vélaire (LECTU, OCULUM, OCTO, FOCU, TRES, DEBERE> occ.lièit/lèit, uèlh, uèit, fuòc; tres, dever/deure; cat. llit, ull, uit/vuit, foc, tres; fr. lit, œil, huit, feu, trois, devoir; esp. lecho, ojo, ocho, fuego, tres, deber; it. letto, occhio, otto, fuoco, tre, dovere).
- ACT- > ait (LACTE, FACTU> occ. lait, fait; cat. llet, fet; fr. lait, fait; esp. leche, hecho; it. latte, fatto).
- Chute des voyelles atones finales, excepté A (MURU, FLORE, PORTA> occ. mur, flor; porta; cat. mur, flor, porta; fr. mur, fleur, porte; it. muro, fiore, porta).
- A final > o ouvert (AMICA> occ. amiga, pòrta).

### Consonantisme
- C +e, i, TI intervocalique > [z] (puteale, ratione > occ. posal, rason; cat. poal/galleda, raó; fr. raison; cast. razón; it. raggione).
- Non palatalisation de ca- (capra, vacca; occ. cabra, vaca; cat. cabra, vaca; fr. chevre, vache; cast. cabra, vaca; it. capra). Mais dans les dialectes du nord-occitan (lat. cantare donne chantar).
- Sonorisation de -P-, -T-, -C- intervocaliques en -b-, -d-, -g- (CAPRA, CATENA, SECURU> occ. cabra, cadena, segur; cat. cabra, cadena, segur;  fr. chevre, chaine, sur; esp. cabra, cadena, seguro; it. capra, catena, sicuro)
- -C +  e, i, final > -tz (CRUCEM> occ. crotz, cat. creu; fr. croix; esp. cruz; it. croce).
- -D- intervocalique > [z] (NUDA, SUDARE> occ. nusa, susar; cat. nua, suar; fr. nue, suer; esp. desnuda, sudar; it. nuda, sudare).
- -D- intervocalique en position finale s'amuit ou devient -i (PEDE, CREDIT> occ. pè, crei; cat. peu, creu; fr. pied, croit; esp. pie, cree; it. piede, crede)
- Vocalisation de T, D des groupes post-toniques '-TR-, '-DR- en -i- (PETRA, CREDERE> occ. peira, creire; cat. pedra/pera; creure; fr. pierre, croire; it. pietra, credere).
- Maintien du F initial (FURNU, FILIA> occ. forn, filha; cat. forn, filla; fr. four, fille; esp. horno, hija; it. forno, figlia).
- Maintien d'afriquées protoromanes de J, G + e, i (JACTARE, GELARE> occ. getar, gelar; cat. gitar, gelar; fr. jeter, geler; esp. hechar, helar; it. rigettare, gelare).
- Maintien du T du groupe CT (FACTU, NOCTE> occ. fait, nueit; cat. fet, nit; fr. fait, nuit; esp. hecho, noche; it. fatto, notte).
- Non palatalisation de -is- venant de -X-, SC- (COXA, PISCE> occ. cuèissa, peis; cat. cuixa, peix; fr. cuisse, poisson; esp. cuja -ant.-, pez; it. coscia, pesce).
- Chute de -N intervocalique en position finale (PANE, VINU> occ. pan, vin; cat. pa, vi; fr. pain, vin; it. pane, vino).
- Maintien de -MB-, -ND- (CAMBA, CUMBA, MANDARE, BINDA> occ. camba, comba; mandar, benda; cat. cama, coma, manar, bena; fr. jambe, combe, mander, bande; esp. cama (ant.), mandar, venda; it. gamba, mandare, benda).
- -NN- > -n- (CANNA> occ. cana; cat. canya; fr. canne, esp. caña; it. canna).
- Maintien de L- initial (LUNA, LEGE> occ. luna, lei; cat. lluna, llei; fr. lune, loi; esp. luna, ley).
- LL intervocalique et final > l (BELLA, GALLINA, BELLU, VITELLU> occ. bèla, galina; bèl, vedèl; cat. bella, gallina, bell, vedell; fr. belle, geline -ant.-, beaux, veau; it. bella, gallina, bel, vitello).
- Maintien des groupes initiaux PL, CL, FL- (PLICARE, CLAVE, FLORE> occ. plegar, clau, flor; cat. plegar, clau, flor; fr. plier, clé, fleur; it. piegare, chiave, fiore; esp. llegar, llave, flor; port. chegar, chave, flor).
- [kw] > [k], [gw] > [g] (QUATTUOR, GUARDARE> occ. quatre; gardar; cat. quatre, guardar; fr. quatre, garder; esp. cuatro, guardar)
- -ARIU > -ièr (IANUARIU> occ. genièr; cat. gener; fr. janvier; esp. enero; it. gennaio).